# Thelypteris dejecta
Thelypteris dejecta är en kärrbräkenväxtart som först beskrevs av Jenm., och fick sitt nu gällande namn av C. Reed. Thelypteris dejecta ingår i släktet Thelypteris och familjen Thelypteridaceae. Inga underarter finns listade.